# Nancy Tellem
Nancy Tellem (* 1. Dezember 1953 in Danville, Kalifornien) ist eine amerikanische Rechtsanwältin und Präsidentin der Hörfunk- und Fernsehsenderkette CBS.

## Leben
Am Hastings College of the Law der University of California erhielt sie ihren Juris Doctor. Ihren Bachelor erreichte sie auf der University of California, Berkeley. Sie ist die Tochter von jüdischen Überlebenden des Holocausts. Verheiratet ist sie mit den amerikanischen Spielervermittler Arn H. Tellem. Vier Jahre übte sie ihren Beruf als Rechtsanwältin in Los Angeles aus. In Washington war sie als Praktikantin für den Kongressabgeordneten Ron Dellums tätig.
Ihre erste Hauptposition war in der Rechtsabteilung des ehemaligen Fernsehproduktions-Unternehmen Lorimar Fernsehen. Im Jahr 1987 wurde sie zur Vizepräsidentin für Geschäfts- und Finanzangelegenheiten befördert. 1995 wurde sie zur Vizepräsidentin für Geschäftsangelegenheiten ernannt. Präsidentin von CBS wurde sie im Jahr 1998. Als Präsident beaufsichtigt sie die Programmierung, Entwicklung, Produktion, Geschäftsangelegenheiten und Operationen des CBS-Netzes.

## Auszeichnungen
- Tellem belegte den dritten Platz in der Zeitschrift Entertainment Weekly für die 25 klügsten Menschen im Fernsehen.
- Im Jahr 2006 wurde sie als eine der 100 Mächtigsten Frauen vom Forbes Magazine genannt.